# Каф із трьома нижніми крапками
Каф із трьома нижніми крапками (араб. ڮ або ؼ) — додаткова літера арабського алфавіту, яка використовується в письмі певних чадських мов, таких як мундані, іноді в ташельхіті або в марокканській арабській. Раніше використовувалася в лезгинській, ногайській та перській мовах. Буква складається з літери каф ك із додаванням трьох крапок під нею. 
В ізольованій та кінцевій позиціях має вигляд ڮ; в початковій та серединній — ڮـ.